# Rio Deva (Cantábria e Astúrias)
O rio Deva é um rio do norte de Espanha, na cornija Cantábrica, que nasce nos Picos da Europa e desagua na ria de Tina Mayor [es], que por sua vez desagua no mar Cantábrico. No seu percurso de 64 km, após nascer no circo glaciar de Fuente Dé, município de Camaleño}}, na comunidade autónoma da Cantábria, segue para leste, até Potes, onde conflui com o Quiviesa [es]; segue depois para norte, até à foz do Urdón [es], onde passa a marcar a divisória entre a Cantábria e as Astúrias. Continua para norte e pouco antes da foz do Cares, o maior afluente do Deva, entra no município asturiano de Peñamellera Baja. Volta a marcar o limite entre as Astúrias e a Cantábria a partir dos municípios de Ribadedeva e de Val de San Vicente, onde, junto a Unquera [es] e Bustio, desagua na ria de Tina Mayor, que desemboca no mar Cantábrico.

## Etimologia
O rio deve o seu nome à deusa-mãe céltica ligada à água Deva. Nas escavações realizadas no  monte Cildá [es], na divisória entre os municípios de Arenas de Iguña e Corvera de Toranzo, foi descoberta uma ara céltica dedicada a essa deusa. A palavra deva, de origem celta, está provavelmente aparentada com "deus" (do indo-europeu *deiwos; em latim: divus, diva ["deus", "deusa"]), que significa "sagrado" ou "divino". O topónimo Deva aparece nas Astúrias (a ilha de Deva [es] e a paróquia de Gijón  Deva), no município de Deva de Guipúscoa e nos rios Deva da Galiza (um na província de Ourense e outro na província de Pontevedra).